# ويليام ميلز (لاعب كريكت)
ويليام ميلز (19 مارس 1875 في نيوزيلندا - 8 أبريل 1962) (بالإنجليزية: William Mills)‏ هو لاعب كريكت نيوزلندي. لعب مع فريق أوكلاند للكريكت ‏.

## وصلات خارجية
- ويليام ميلز على موقع إي آس بي آن كريك إنفو (الإنجليزية)